# When Lovers Part
Pour plus de détails, voir Fiche technique et Distribution.
When Lovers Part est un film muet américain réalisé par Sidney Olcott, sorti en 1910, avec Gene Gauntier et Jack J. Clark dans les rôles principaux.
Le film raconte une histoire d'amour se déroulant dans le Sud des États-Unis avant la guerre de Sécession.

## Fiche technique
- Titre original : When Lovers Part
- Réalisation : Sidney Olcott
- Photographie : George Hollister
- Montage :
- Société de production : Kalem Company
- Pays d'origine :  États-Unis
- Lieu de tournage : Jacksonville (Floride)
- Langue : film muet avec les intertitres en anglais
- Métrage : 290 mètres
- Format : Noir et blanc — 35 mm — 1,33:1 — Muet
- Genre : Film dramatique
- Durée : 9 minutes 40
- Dates de sortie :
  -  États-Unis : 23 décembre 1910 (New York)
  -  Royaume-Uni : 26 février 1911 (Londres)

## Distribution
- Gene Gauntier - Nell Hartzell
- J.P. McGowan - Le colonel Hartzell, le père de Nell
- Jack J. Clark - Elmer Rand
- Robert G. Vignola - Une domestique noire

## À noter
- Le film est tourné à Jacksonville en Floride.
- Une copie est conservée à l'Eye Film Institute, la cinémathèque d'Amsterdam. Elle provient de la collection de Desmet.